# George B. Crittenden
George Bibb Crittenden (Russellville, Kentucky, 1812. március 20. – Danville, Kentucky, 1880. november 27.) az Amerikai Egyesült Államok, a Texasi Köztársaság és az Amerikai Konföderációs Államok hivatásos katonatisztje. Az Egyesült Államok tisztjeként szolgált a Black Hawk indián háborúban, a Texasi Köztársaság hadseregének kötelékében a mexikói–amerikai háborúban, és végül a Konföderáció tábornoka lett az amerikai polgárháborúban. Életét végigkísérte az alkoholizmus. Miután 1862-ben a sokadik haditörvényszéki per után katonai karrierje megtört, és a Konföderáció elvesztette a háborút, Virginiában állami levéltárosként dolgozott.

## Családi háttere
George B. Crittenden a Kentucky állambeli Russelville-ben született. Apja John J. Crittenden, az Egyesült Államok főügyésze és szenátora, whig párti politikus, anyja Sally Lee volt, és George lett első gyermekük. A gazdag családban felnövő George elbájolóan kedves tudott lenni, de anyja korai halála után a perfekcionista apától csak lehetetlen elvárásokat kapott és szeretethiánnyal küzdve megfontolás nélkül kötött barátságoktól várta az elfogadást. Barátaihoz feltétlen lojális volt, de azok sokszor megcsalták a beléjük vetett bizalmát. Felnőtté válása után azonnal az alkohol rabja lett. Öccse, az óvatos és megfontolt Thomas Leonidas sokkal inkább alárendelte magát apja mindent átható személyiségének, és unokatestvérével Thomas Turpin Crittendennel együtt később az Unió oldalán harcoló tábornokok lettek a polgárháborúban. Nővére, Cornelia osztozott George-dzsal a déliekhez fűződő viszonyban, így a Crittenden famíliát kettészelte az országrészeket is megosztó konfliktus.
Anyja halála után apja újraházasodott, Maria Toddot feleségül véve, aki még két gyermeket szült neki, Eugene Wilkinsont és Thomas Jordan Jr.-t. Maria jó pótanyaként szerette férje első házasságából származó nevelt gyermekeit. Crittenden szenátor harmadik fia, Thomas Jordan Jr. szintén kihívások elé állította az alkohol és fiatalon meghalt. A família lényegében az összes kentuckybeli nevezetes családdal kapcsolatot tartott; Thomas egyik gyermekkori barátja volt John C. Breckinridge, akivel a Center College-ra is együtt jártak. 1851-ben Maria meghalt és még nevelt gyermekei is mélyen gyászolták. Az öreg Crittenden két évre rá elvette feleségül Elizabeth Ashley, egy Missouriból származó gazdag özvegyet. Harmadik házassága is olyan jól sikerült, hogy egy barátja egyszer azt kérdezte „Ugyan kinek volt valaha három ilyen nagyszerű felesége?”.

## Tanulmányai a West Pointon és karrierje kezdete
George B. Crittendent 1828. július 1-jén felvették a West Point katonai akadémiára. Harminckét fősre fogyatkozó évfolyamában huszonhatodik eredménnyel végzett 1832-ben és hadnagyi rangot kapott a 4. gyalogezredben. A Black Hawk háború és az Arkansas territóriumon való szolgálat után 1833. április 30-án leszerelt és a lexingtoni Transylvania University egyetemén ügyvédi képesítést szerzett. Leszerelésében szerepet játszhatott, hogy George a szigorú west pointi absztinencia vége után hamarosan inni kezdett és ez nem volt megengedhető a hadseregnél, illetve az egyhangú szolgálatot unta. Csakhamar kiderült, hogy a jogászkodás szintúgy nem elég mozgalmas számára ezért 1836-ban a kentucky önkéntesek milíciájának századosaként Texasba ment, és a Texasi Köztársaság milíciájának kötelékében részt vett a függetlenségi háborúban. 1837 augusztusában öccse, Thomas már az ő általa vezetett században teljesített szolgálatot.
Az 1842 végén induló Mier Expedicióban William Ryon százados alatt hadnagyként szolgált és a Mieri vereséget követően mexikói fogságba esett. 1843. január 14-én a mexikói hadsereg tábori sebésze járóképtelennek minősítette és a matamorosi kórházba szállíttatta. George részt vett a Mexikóváros felé terelt foglyok szökési kísérletében, mely kudarccal végződött. Antonio López de Santa Anna elrendelte a szökést megkísérlők kivégzését, melyet aztán tizedelésre enyhített. A 176 újra elfogott texasi fekete és fehér babokkal sorsot húzott, hogy melyiküknek kell meghalnia. George fehéret húzott, de a sorsot megkísértve azt barátjának adta és újra húzott; szerencséjére ismét fehéret. A 17 kevésbé szerencsést a mexikóiak kivégezték.
Február végén apja tudomást szerzett a fogságba esésről és Andrew Jackson exelnök közbenjárásával kieszközölte számára a szabadulást Santa Annától. 1846-ban újra az Egyesült Államok hadseregének szolgálatába lépett és a 3. lovasezred dragonyosainak századosaként harcolt a mexikói-amerikai háborúban. 1847-ben az önkéntes hadsereg őrnagyi rangfokozatára emelkedett a Contrerasnál és Churubuscónál tanusított bátorsága elismeréseképpen. 1848-ban a hivatásos hadsereg őrnagyi rangját is megkapta.

## A hadbíróságon
Lobbanékony természete miatt sok konfliktusa volt és rendszeresen részegességgel vádolták. Többször leszerelt a hadseregtől, de befolyásos apja elintézte, hogy újra szolgálatba léphessen. Crittenden azonban whig politikus volt és az 1848-ban az elnöki posztot betöltő demokrata párti James K. Polk ott ártott politikai ellenfeleinek, ahol csak tudott és különösen ellenséges volt a hadsereg whig kötődésű tagjaival szemben. Polk nem akarta egy leszereléssel elintézni az ügyet, hanem 1848. június 16-án hadbírósági tárgyalást rendeztek a mexikói Veracruz állambeli Perote börtönkastélyában. Crittenden ártatlannak vallotta magát, így hosszas eljárás kezdődött. A tárgyalás Albert S. Miller őrnagy, a Monterey-i ütközet hőse elnökölte és hét másik tiszt bíráskodott, köztük Theophilus H. Holmes, Samuel P. Heintzelman Silas Casey és Electus Backus. Charles C. Gilbert volt az ügyvédje és Lorenzo Thomas volt felelős a per lebonyolításáért. Tanúkat hallgattak ki, vallomásokat rögzítettek és 44 oldalas periratot állítottak össze. Crittendent elítélték és leszerelték a hadseregtől. Polk maga hagyta jóvá az ítéletet és a büntetést, mely augusztus 19-én lépett hatályba.
George apja, Crittenden szenátor megint nem hagyta annyiban és a nyilvánvalóan politikailag is motivált ügyben befolyásos barátai segítségét kérte. Jefferson Davis szenátor, a szenátus Katonai ügyek bizottságának tagja és a család régi barátja kiharcolta, hogy George újra szolgálatba állhasson. Egy 1849. január 31-én kelt, Roger Jones vezérőrnagy, az Egyesült Államok főszárnysegédje által aláírt ügyirat értelmében kapott erre engedélyt, és 1849 márciusában régi rangjával, őrnagyként ismét felvették a hadsereg tisztikarába. 1856-ban alezredesi rangot kapott. 1857-től 1860-ig az Új-Mexikói territóriumon levő Fort Craigben szolgált, William W. Loring ezredes helyetteseként. 1859-ben egy évre Európába utazott, hogy a határvidéki szolgálat unalmát enyhítse. Az országrészek között éleződő konfliktusban George déli érzelmeket táplált és helytelenül interpretálva apja leveleit úgy gondolta, hogy az is hasonlóképpen érez. 1860. április 30-án kelt levelében a családfő expressis verbis megtiltotta, hogy George leszereljen és belépjen a Konföderációs hadseregébe. 1861 elején kinevezték a pennsylvaniai Carlisle Barracks kaszárnya parancsnokának ezredesi rangban. Ezt a beosztást a kies Új-Mexikóban való szolgálata alatt hosszú ideig vágyta.

## A polgárháborúban

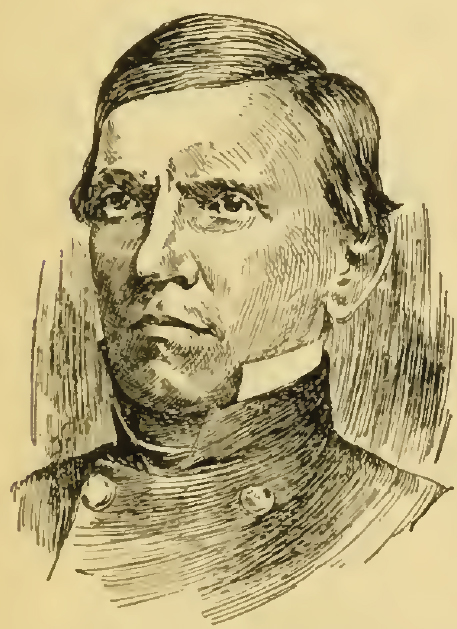
George B. Crittenden

1861. március 16-án Crittenden ezredesi rangban belépett az Amerikai Konföderációs Államok hadseregébe, anélkül, hogy az Egyesült Államok hadseregéhez leszerelési kérelmet nyújtott volna be. Ezt csak 1861. június 10-én tette meg, ezért az USA közvéleménye árulóként kezelte. Augusztus 15-én dandártábornokká léptették elő és rövid ideig a konföderációs Potomac hadsereg dandárparancsnoki beosztását látta el Virginiában. November 9-én vezérőrnaggyá léptették elő és kinevezték a Kelet-Tennesseei katonai körzet parancsnokává. 1862. január 17-én átvette a parancsnokságot Felix Zollicoffer dandártábornok erői felett Mill Springsnél. A Fisher-patak megáradásáról szóló jelentések alapján úgy gondolta, hogy George H. Thomas dandártábornok erői nem tudnak egyesülni Albin F. Schoepf dandárjával és így vereséget tud mérni rá. A január 18-ai haditanácson a tisztek egyhangúlag a támadás mellett döntöttek.
Január 19-én Crittenden már hajnal előtt útnak indította a csapatokat, akik a fagyos, heves esőben és sárban kb. 20 kilométert vánszorogtak előre az uniós állásokig. Crittenden a hideg ellen alkoholban keresett vígasztalást és jobban lerészegedett, hogysem a rohamot vezetni tudta volna, ezért támadást parancsolt Zollicoffernek, aki a roham megakadása után a harcban elesett. Crittenden felsorakoztatta a visszavonuló csapatokat egy második rohamra, de a beérkező uniós erősítésekkel Thomas azt megállította és aztán megfutamította a délieket. A Mill Springs-i ütközet volt az első jelentősebb ütközet, melyet az Unió megnyert és a győzelemmel véget vetett a Kelet-Kentucky megszerzésére irányuló próbálkozásnak.
Éjjel Crittenden elkezdte csapatai áthajózását a folyón egy gőzössel és néhány bárkával, melyeket utóbb megsemmisített. A sebesülteket, tizenkét ágyúját, azok municiósládáit, nagy mennyiségű kézifegyvert, a hozzá való lőszert és vagy ötven szekeret lovakkal és öszvérekkel együtt, szerszámokat, táborfelszerelést hátra kellett hagynia. Thomas jelentésében azt írta: „Seregük teljesen demoralizálódott és sietve szétszóródott a szélrózsa minden irányában, mely nagyban kétségessé tette, hogy nagy számban foglyul ejthessük őket, amennyiben üldözőbe vettük volna. Afelől nincs kétségem, hogy teljes szétszóratásuk morális hatása nagyobb lesz az uniós meggyőződés újraplántálása szempontjából, mint ha elfogtuk volna őket.” A konföderációs visszavonulás az esőben, sárban és hidegben, élelem nélkül, néha mindössze száraz kukoricán vegetálva borzalmas szenvedéseket okozott. Crittenden végül Chestnut Moundnál állította meg a visszavonulást, nem messze Nashvilletől. Két ezrede lényegében hazaszéledt az úton, sokan dezertáltak és menekülők tömegei lepték el a délebbre fekvő vidéket az ott lakók elkeseredésére.
Az ütközetről szólva William H. Carroll dandártábornok azzal zárta jelentését: „Nem fejezhetem be jelentésem annak a rögzítése nélkül, hogy jómagam és a tisztjeim milyen magasra értékeljük az Ön és törzse személyes bátorságát és hozzáértését, melyet a küzdelem során tanúsítottak; és noha rendkívül sajnálom a reánk zúduló szerencsétlen katasztrófát, de bizonyos vagyok abban, hogy az nem a vezénylő tábornok hiányzó lovagiasságának és katonai szakértelmének hiányában következett be.”
Crittendenről megint azt híresztelték, hogy lerészegedett az ütközetben és a közfelháborodás miatt leváltották. Albert Sidney Johnston tábornagy, a nyugati hadszíntér parancsnoka a Iukai tartalékhadtest parancsnokává tette. Rövid ideig a Közép-Kentucky hadsereg második hadosztályát irányította. Karrierjét azonban végképp elvágta, amikor posztján teljesen lerészegedve, „siralmas fegyelmi állapotban” találták meg. William J. Hardee vezérőrnagy parancsára 1862. március 31-én felmentették, másnap letartóztatásba helyezték és csak április 18-án helyezték szabadlábra. Braxton Bragg parancsára 1862 júliusában hadbíróság elé állították. A Konföderációban már nem menthette meg az Egyesült Államokban maradó, makacs unionista apja befolyása, így október 23-án önként lemondott tábornoki rangjáról, de a Konföderáció iránt érzett hazafias elkötelezettségből ezredesi rangban szolgált tovább Nyugat-Virginiában John S. Williams és más tábornokok törzsében.
Basil Duke tábornok az 1864-es John Morgan vezette portyáról írva megemlíti, hogy Crittenden Délnyugat-Virginiában segített Morgannek egy Averell tábornok által vezetett uniós portya visszaverésében.
1864. május 31-től június 22-ig a Trans-Alleghany adminisztratív hivatal vezetője volt. 1864. szeptember 5-én leváltották a Kelet-Tennessee-ben betöltött csapatparancsnoki beosztásából, melyet ezredesi rangban folytatott.

## A polgárháború utáni karrierje
A háború után Frankfortban élt, ahol 1867-ben állami levéltárosi állást kapott, melyet 1871-ig látott el. 1880. november 27-én Danville-ben halt meg. Frankfortban temették el.